# Risto Pietiläinen
Risto Pietiläinen (25 juni 1963) is een Fins rallynavigator.

## Carrière
Risto Pietiläinen profileerde zich als navigator van rijder Harri Rovanperä in de jaren negentig in de rallysport. In 1998 werd hij zijn vaste navigator bij het fabrieksteam van Seat; eerst met de Ibiza Kit Car en later de Córdoba WRC. Hun eerste podium resultaat was een derde plaats in Groot-Brittannië 1999. Rijdend als privé-inschrijving eindigde ze ook derde tijdens de rally van Finland in 2000. In het seizoen 2001 werden ze gecontracteerd door het fabrieksteam van Peugeot, oorspronkelijk om alleen deel te nemen aan de rally's op onverhard. Het paar won in hun eerste optreden met de 206 WRC in Zweden gelijk en zouden in het restant van het jaar ook nog enkele podium resultaten afdwingen. Pietiläinen en Rovanperä bleven hierna nog drie seizoenen actief bij Peugeot, maar een tweede overwinning werd in deze periode niet behaald.
Voor het seizoen 2005 maakte het duo de overstap naar Mitsubishi, inmiddels actief met de Lancer WRC 05. Daarmee reden ze consistent naar punten toe, waaronder met een aantal topvijfresultaten. Ze sloten het seizoen af met een tweede plaats in Australië. Mitsubishi trok zich na afloop van het seizoen terug uit het WK Rally. In de loop van het 2006 seizoen keerde ze nog terug in het WK met het Red Bull Škoda team, maar resultaten bleven uit en Rovanperä beëindigde vervolgens zijn actieve carrière. Pietiläinen navigeerde onder meer nog voor Janne Tuohino en Kristian Sohlberg, maar werd na 2007 ook minder actief in het WK, en acteert tegenwoordig voornamelijk nog in nationale rally's in Finland.